# 浅井蔵屋
浅井 蔵屋（あざい くらや、生年不詳 - 永禄11年8月26日（1568年9月17日）は、戦国時代の女性。　

## 概要
- 浅井の宗家である浅井直政の娘で、父のいとこである浅井亮政（戦国大名の浅井三代の初代）の正室。
- 子は浅井明政室の浅井鶴千代と浅井新四郎政弘（天文初年に早世）。
- 孫娘は海津局と饗庭局の2人がいる（共に海津殿（鶴千代）の娘で、淀殿の侍女及び乳母を勤める）。
- 戒名を雪渓玄盛大姉と号する（『徳勝寺受戒帳』）。

## 人物像
- その性格は、質素で飾らぬことを好み、「我が家にては金銀を宝とせず、慈悲を持って宝となすべし」と述べたという（『 豊内記』）。
- 亮政の側室である尼子馨庵とともに小島権現再興にあたっていることなど、嫡女として、亮政の正室として、亮政の奥向を治めていた。

## 経歴
- 天文4年（1535年）11月25日、徳勝寺にて戒を受く（『徳勝寺受戒帳』） 。
- 永禄10年（1567年）9月6日、竹生島の小島権現再興にあたって、馨庵とともに槫（くれ・板材のこと）五十丁を寄進して助成する（『小島権現棟札』）。

## 関連
- 浅井氏